# Walmart
La Walmart Inc. è una multinazionale statunitense, proprietaria dell'omonima catena di negozi al dettaglio, fondata da Sam Walton nel 1962.
È la più grande catena al mondo nel canale della grande distribuzione organizzata con, a ottobre 2022, 10.586 negozi e club in 24 paesi. Opera come Walmart negli USA e in Canada, Walmart de México y Centroamérica in Messico e America centrale e come Gruppo Seiyu in Giappone. Sino al 2020 ha operato come Asda nel Regno Unito poi ceduta per 8,8 miliardi di dollari ai fratelli Mohsin e Zuber Issa (fondatori di EG Group) ed alla società di private equity TDR Capital. Possiede e gestisce anche i magazzini al dettaglio del Sam's Club. Controllata dalla famiglia Walton (oltre il 50% del capitale attraverso la loro holding, Walton Enterprises, e partecipazioni individuali).

## Storia

### Le prime attività dei Walton e la creazione

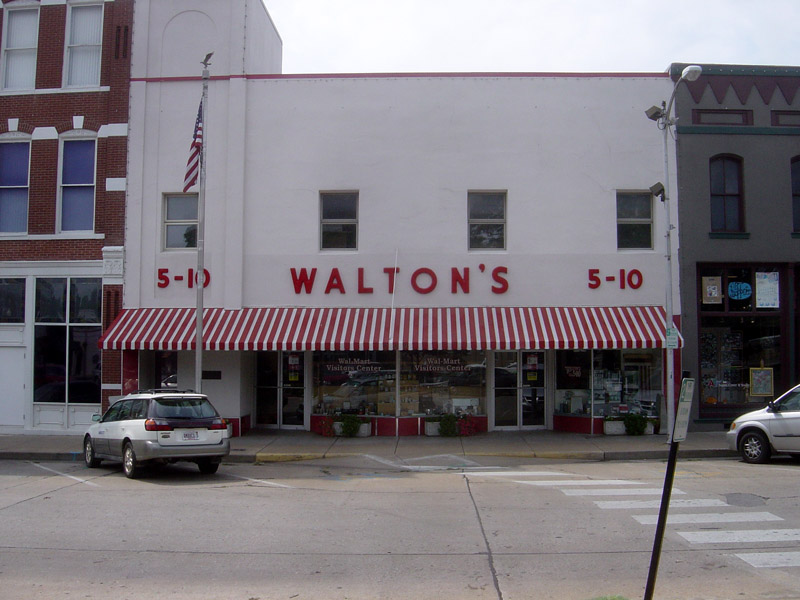
Il negozio Walmart "Five and Dime" di Bentonville, Arkansas, ora adibito a Museo Walmart

Nel 1945 Sam Walton, ex impiegato di J.C. Penney, affitta una filiale dei negozi di Ben Franklin dai Butler Brothers. Il suo obiettivo è vendere prodotti a prezzi bassi per ottenere il più alto volume di vendite e accontentarsi di un margine di profitto inferiore ma certo. All'inizio ha qualche problema: il prezzo d'affitto del negozio è infatti alto ma riesce a trovare fornitori a basso costo rispetto a quelli utilizzati dalla concorrenza. Le vendite aumentano rapidamente, il primo anno ha ricavi per 105.000 dollari che diventano 140.000 l'anno dopo e raggiungono i 175.000 dollari l'anno successivo. Dopo cinque anni le entrate raggiungono i 250.000 dollari. Quando il contratto di locazione scade, Walton non riesce a trovare un accordo per il rinnovo, quindi apre un nuovo negozio al 105 di N. Main Street a Bentonville, chiamandolo "Walton's Five and Dime". Quel negozio è oggi il Walmart Museum.
Il 2 luglio 1964 Walton apre il primo negozio Walmart Discount al 719 di W. Walnut Street a Rogers, Arkansas. Dopo cinque anni i negozi sono già 24, sparsi solo nell'Arkansas; nel 1968 esce dallo stato aprendone altri a Sikeston, nel Missouri, e a Claremore, in Oklahoma. Il 31 ottobre 1969 la società prende il nome di Wal-Mart, Inc., cambiato un anno più tardi in Wal-Mart Stores, Inc. Walton, che ha 51 anni, apre il primo centro di distribuzione a Bentonville, in Arkansas: nei suoi negozi lavorano già 1500 persone e le vendite toccano i 44,2 milioni di dollari. L'azienda è quotata alla Borsa di New York nel 1972 quando Walmart opera già in cinque stati: Arkansas, Kansas, Louisiana, Missouri e Oklahoma. Nel 1973 entra nel Tennessee, nel 1974 nel Kentucky e nel Mississippi, nel 1975 in Texas. I negozi sono 125 con 7.500 dipendenti e vendite per 340 milioni di dollari.

### L'espansione e l'affermazione
Negli anni ottanta Walmart continua a crescere. Nel 1987, per il suo 25º anniversario, i negozi sono 1.198 e le vendite sfiorano i 16 miliardi di dollari. Quell'anno viene anche completata la rete satellitare (realizzata con un investimento di 24 milioni di dollari) che collega tutte le unità operative con la sede di Bentonville tramite la trasmissione voce e dati a due vie e la comunicazione video a senso unico. All'epoca è la più grande rete privata satellitare, consentendo alla sede centrale di tenere traccia delle scorte e delle vendite e di comunicare istantaneamente con i negozi. Nel 1988 Walton lascia l'incarico di amministratore delegato a David Glass mantenendo il ruolo di presidente. Walmart, fino ad allora la catena numero 3 alle spalle dei concorrenti Kmart e Sears, nel 1990 diventa il più grande rivenditore americano per fatturato dopo avere esteso tra luglio e ottobre la sua presenza in quelle aree sulla costa occidentale e nord-orientale in cui era assente: la California e la Pennsylvania.
Dopo la morte del fondatore, nel 1992, la multinazionale diventa di proprietà dei suoi eredi: il figlio Robson è nominato amministratore delegato diventando la figura-chiave dell'azienda. Altri soci sono gli altri figli di Sam Walton: John T. Walton, Jim Walton, Alice Walton e la moglie del fondatore Helen Walton, considerata secondo Forbes una delle donne più ricche degli Stati Uniti e del mondo. Dopo la morte di John Walton in un incidente aereo nel giugno 2005, gli succede la moglie Christy Walton.
Nel 1992 cambia anche il logo della società: viene tolto il trattino e sostituito con una stellina. E continua ad espandersi. Nel 1994 acquisisce i magazzini Woolco in Canada, nel 1995 apre in Messico, in Argentina e Brasile. Nel 1995 Walmart completa anche la presenza in tutti gli Stati Uniti: l'ultimo stato è il Vermont. Inizia ad espandersi in Europa: nel 1997 rileva in Germania la catena di supermercati Wertkauf con i suoi 21 negozi per 750 milioni di marchi e l'anno dopo acquisisce i 74 negozi Interspar per 1,3 miliardi di marchi, ma essendo il mercato tedesco molto concorrenziale, la strategia dei prezzi bassi di Walmart non produce nessun vantaggio competitivo. E nel luglio 2006 uscirà dalla Germania vendendo i negozi alla tedesca Metro. Un insuccesso che si ripeterà sul mercato della Corea del Sud. Walmart entra nel mercato coreano nel 1998 e sempre nel 2006 ne uscirà.
Nel luglio 1999 è di nuovo in Europa rilevando nel Regno Unito per 10 miliardi di dollari ASDA: è una catena con sede a Leeds e con un'attenzione in più agli articoli non alimentari che nel 2010 acquisirà i 147 negozi di Netto UK arrivando ad essere la seconda più grande catena inglese dopo Tesco e ad avere nel gennaio 2018 un totale di 642 negozi. Nel maggio 2018 Walmart avrebbe dovuto vendere Asda al suo principale concorrente, Sainsbury's, per 10,1 miliardi di dollari ottenendo una partecipazione del 42% e 3 miliardi di sterline in contanti. L'operazione è fallita dopo che l'antitrust ha dettato le condizioni per poterla effettuare (https://www.fruitbookmagazine.it/regno-unito-salta-fusione-asda-sainsburys/)

### Dal 2000 ad oggi
Nel 2000 H. Lee Scott diventa presidente e CEO di Walmart, le vendite della società aumentano a 165 miliardi di dollari, nel 2002 Walmart entra per la prima volta nella lista Fortune 500 come la più grande società americana con un fatturato di 219 miliardi e profitti per 6,7 miliardi. Nel 2002 entra anche in Giappone acquistando una partecipazione di minoranza nel Gruppo Selyu. Partecipazione che sei anni più tardi, nel 2008, trasformerà in quota di controllo.
All'indomani dell'uragano Katrina, nel settembre 2005, Walmart utilizza la sua rete logistica per organizzare una rapida risposta al disastro, donando 20 milioni di dollari, 1.500 camion di merci, cibo per 100.000 pasti e la promessa di un lavoro per ognuno dei suoi lavoratori sfollati. Uno studio indipendente di Steven Horwitz della St. Lawrence University ha rilevato che Walmart, The Home Depot e Lowe's hanno utilizzato le loro conoscenze locali per fornire forniture di emergenza e riaprire i negozi molto prima che si mettesse in moto l'organizzazione della Federal Emergency Management Agency (FEMA)..
Nell'ottobre 2005 Walmart annuncia diverse misure ambientali per aumentare l'efficienza energetica. Gli obiettivi principali: ridurre le emissioni di gas serra del 20% in sette anni, ridurre il consumo di energia nei negozi del 30% e tagliare i rifiuti solidi dai negozi statunitensi e Sam's Clubs del 25% in tre anni. La società progetta anche tre nuovi negozi sperimentali con turbine eoliche, pannelli solari fotovoltaici, caldaie a consumo di biocarburanti, frigoriferi raffreddati ad acqua e crea la propria azienda elettrica nel Texas, Texas Retail Energy, con il compito di fornire ai propri negozi energia a basso costo acquistata a prezzi all'ingrosso. Attraverso questa iniziativa, la società si aspetta di risparmiare 15 milioni di dollari all'anno e di vendere successivamente energia elettrica anche ai consumatori del Texas.

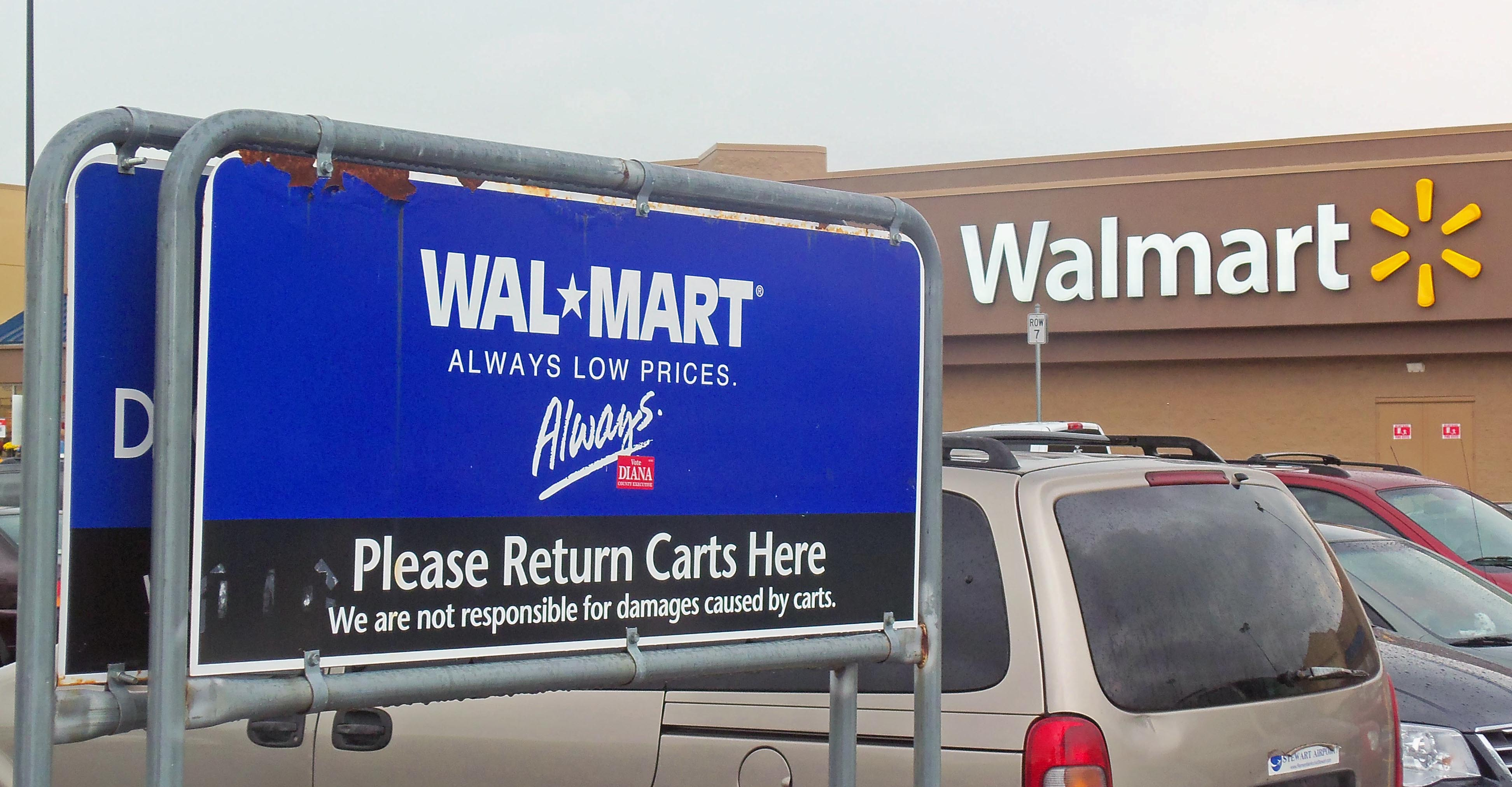
Il nuovo e vecchio logo Walmart all'esterno di uno store a Newburgh, New York, nel 2012

Nel marzo 2006 Walmart lancia in Texas un nuovo concetto di "supercenter", destinato a competere con negozi considerati più sofisticati. Il nuovo negozio ha pavimenti in legno, corridoi più ampi, un sushi bar, un caffè/paninoteca con accesso internet wi-fi gratuito e birre, vini, elettronica e altri beni più costosi. L'esterno ha uno sfondo verde invece del blu precedentemente usato nei suoi supercentri. Nel settembre 2007 introduce una nuova pubblicità con lo slogan "Risparmia denaro, vivi meglio" che sostituisce quello usato nei precedenti 19 anni, "Sempre prezzi bassi, sempre". Nel giugno 2008 rimuove la stellina dal logo sostituendola con una scintilla che assomiglia a un fiore o a una stella.
All'inizio del 2009 entra in Cile acquisendo la Distribucion y Servicio D&S SA, in maggio entra nel mercato indiano con un partenariato al 50% con la società Bharti. Nel febbraio 2010 rileva la società di video streaming Vudu, Inc. per un valore di circa 100 milioni di dollari. E quell'anno diventa la prima multinazionale al mondo per fatturato. Sempre nello stesso mese rileva il 51% di Massmart Holdings, una società sudafricana che permette a Walmart di entrare nei mercati africani: Sudafrica, Botswana, Ghana, Lesotho, Malawi, Mauritius, Mozambico, Namibia, Nigeria, Swaziland, Tanzania, Uganda e Zambia.
Nel 2009 fu rivelato che la Walmart aveva stipulato - come altre grandi società americane - polizze vite sui propri lavoratori più modesti con beneficiaria, in caso di loro morte, la Walmart stessa.
Nel 2015, la catena fu al centro di polemiche legali dovute alla vendita di armi da fuoco: queste ultime furono però eliminate dai supermercati per lo scarso successo economico.
L'8 agosto 2016 Walmart annuncia un accordo per l'acquisizione della piattaforma di commercio online Jet.com per 3.3 miliardi di dollari americani. Walmart e Jet resteranno marchi separati e Marc Lore conserverà i ruoli di comando nella società.
Il 9 maggio 2018 avanza una proposta di 16 miliardi di dollari per rilevare il 77% di Flipkart, numero uno dell'e-commerce indiano, fondato da Sachin Bansal e Binny Bansal. Per Walmart è la più grossa acquisizione dal 1999.
A novembre 2020 Walmart annuncia l'inizio di una fase di test per la consegna effettuata tramite le auto elettriche a guida autonoma di Cruise di General Motors, senza intervento umano.

## Identità visiva

1962 - 1964
1964 - 1981
1981 - 1992
1992 - 2008
2008 - 2025
2025 - attuale (marchio denominativo)
2025 - attuale (Spark)